# Csu Szedzsong
Csu Szedzsong (hangul: 	주세종, handzsa: 朱世鐘, RR: Ju Se-jong; Anjangszi, 1990. október 30. –) dél-koreai válogatott labdarúgó, jelenleg az Aszan Mugunghva (Asan Mugunghwa FC) játékosa.

## Pályafutása

### Klubcsapatban
2012 és 2015 között a Busan IPark játékosa volt. 2016 januárjában aláírt a Szöul csapatához, ahol bajnoki címet ünnepelhetett a szezon végén. 2018 januárjában kölcsönben került az Asan Mugunghwa csapatához.

### A válogatottban
A 2015-ös és a 2017-es kelet-ázsiai labdarúgó-bajnokságon részt vevő győztes válogatottnak a tagja volt. 2018 májusában bekerült a 2018-as labdarúgó-világbajnokságra készülő bő keretbe. Június 2-án a végleges keretbe is bekerült.

## Sikerei, díjai

### Klub
- FC Szöul (FC Seoul)
  - Dél-koreai bajnok: 2016

### Válogatott
- Dél-Korea
  - Kelet-ázsiai labdarúgó-bajnokság: 2015, 2017

## Külső hivatkozások
- Csu Szedzsong profilja a Transfermarkt oldalán (angolul)
- Csu Szedzsong adatlapja a Soccerway oldalon (angolul)